# ホーリー・モーゼス
ホーリー・モーゼス（Holy Moses）は、ドイツ出身のスラッシュメタル・バンド。
1980年代の時点では稀有であった、デスヴォイスの女性ボーカリストを擁する先駆的グループとして知られる。

## 背景・略歴

### アルバムデビュー
1979年、高校生だったラモン・ブリュッセラー(B)らを中心に結成。その後メンバーの変遷を経て、アンディ・クラッセン(G)とサビーナ・ヒルツ(Vo、後にアンディと結婚）加入後の1982年頃からラインナップが落ち着き、本格的なライブ活動を始める。
多くのデモテープを制作しながら実績を積み、音楽エンジニアのラルフ・ヒューベルト（メコン・デルタ）に見出されて、同氏主宰のレーベル「AAARRG」から1986年にアルバムデビューする。しかし直後に、唯一のオリジナルメンバーであったブリュッセラーが脱退し、クラッセン夫妻が中軸を担うようになる。

### 最盛期から解散まで
1988年にはサビーナがTV番組のMCに抜擢されたり、翌年にはメジャーレーベル「WEAインターナショナル」と契約するなど、1980年代のジャーマンメタル隆盛と共に、バンドも時流に乗って知名度を上げていく。それとは逆に、クラッセン夫妻以外メンバーの出入りは流動的で、デビュー当初から不安定な状態が続いていた。
1992年のアルバム『Reborn Dogs』リリース後、サビーナはアンディと離婚し方向性の違いによりバンドと距離を置く。そしてアンディが主導した1994年のアルバム『No Matter What's the Cause』を最後に解散した。

### 再結成以降
サビーナは、1993年からスラッシュメタルバンド「Temple of the Absurd」を率いていたが、病気や交通事故に遭うなど様々な事情が重なり、2000年に活動停止。
以前からホーリー・モーゼス再始動を願っていたサビーナは、かつてのパートナー アンディをプロデューサーにホーリー・モーゼス再興を計画し、EP『Master of Disaster』を2001年にリリース。手応えを掴んだメンバーは、翌年にフルアルバム『Disorder of the Order』を発表し完全なる復活を遂げる。
その後アンディは早々にプロデューサーを降板したものの、バンドはコンスタントに作品のリリースを重ねる。2014年には、30周年を記念したアルバム『Redefined Mayhem』をリリース。サビーナは女性デスヴォイス・ボーカルのレジェンドとしてリスペクトされ、ライブ活動を続けた。
2023年、バンド最後のアルバムと銘打った作品『インヴィジブル・クイーン』をリリース。収録曲には、これまで縁のあった多数のゲストミュージシャンが名を連ねた。そしてサビーナ・クラッセンは、この作品をもっての解散と引退を表明した。

## スタイル
サウンド
デビュー以来スラッシュメタルのスタイルは一貫しており、時代の変遷によっては、グラインドコアからメロディックデスメタルといった諸々の要素も含むが、基本的にはハードコア寄りのサウンドが特徴。

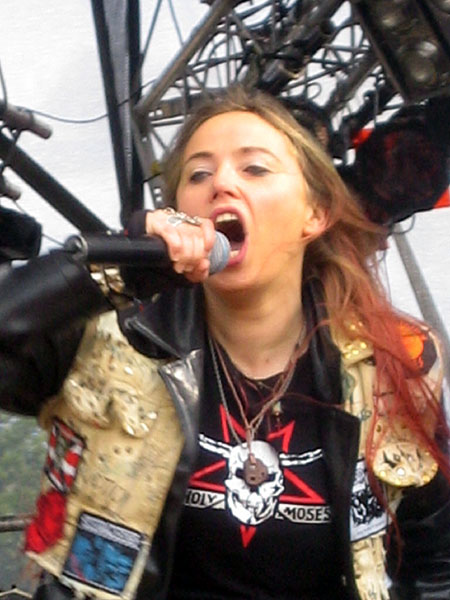
サビーナ・クラッセン(Vo) 2005年

女性デスヴォイス・ボーカリスト：サビーナ・クラッセン
リード・シンガーの"サビーナ"については、スラッシュメタル・バンドに女性ボーカルを据えること自体、1980年代当時では稀有な例であった。しかもその歌声は男性と遜色がない程のダミ声（デスヴォイス）で、アンジェラ・ゴソウ（アーチ・エネミー）やアリッサ・ホワイト＝グラズ（ジ・アゴニスト）ら同スタイルの女性ボーカリスト達が、2000年代に台頭する遥か以前から実践していた。
バンドではデビュー以来長きに渡りカリスマ的存在として君臨したが、2023年からのツアーを最後に引退を表明。以前からベストなタイミングを考え、60歳を区切りに決断した。
1980年代の米国でも、同時期にデビューした自身と同様のダミ声女性ボーカリスト、ドーン・クロスビー（Détente、Fear of God）の存在を当時から認識しており、1990年代にツアーで共演する構想があったものの実現前に亡くなってしまったエピソードを明かしている。

## 備考・補足
来日：2009年10月に初来日し、ライブ公演を開催している。

## メンバー
※2023年時点

### 最終ラインナップ
- サビーナ・クラッセン (Sabina Classen) - ボーカル (1981-1994, 2000-2023) - 旧名サビーナ・ヒルツ。元夫はアンディ・クラッセン
- トーマス・ナイチュ (Thomas Neitsch) - ベース (2008-2023)
- ピーター・ゲルタット (Peter Geltat) - ギター (2012-2023)
- ゲルト・ルッキング (Gerd Lücking) - ドラムス (2011-2023)

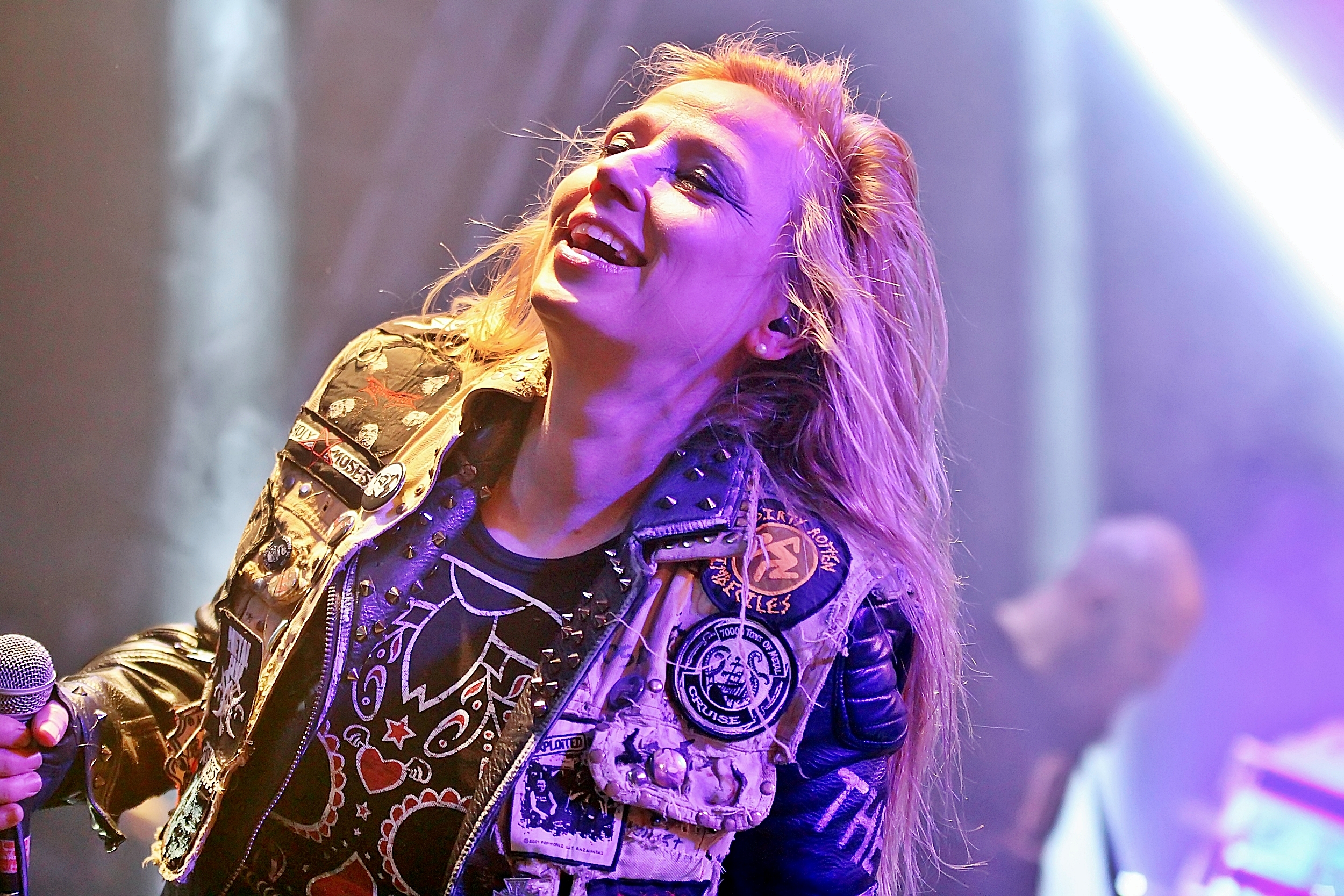
サビーナ・クラッセン(Vo) 2019年
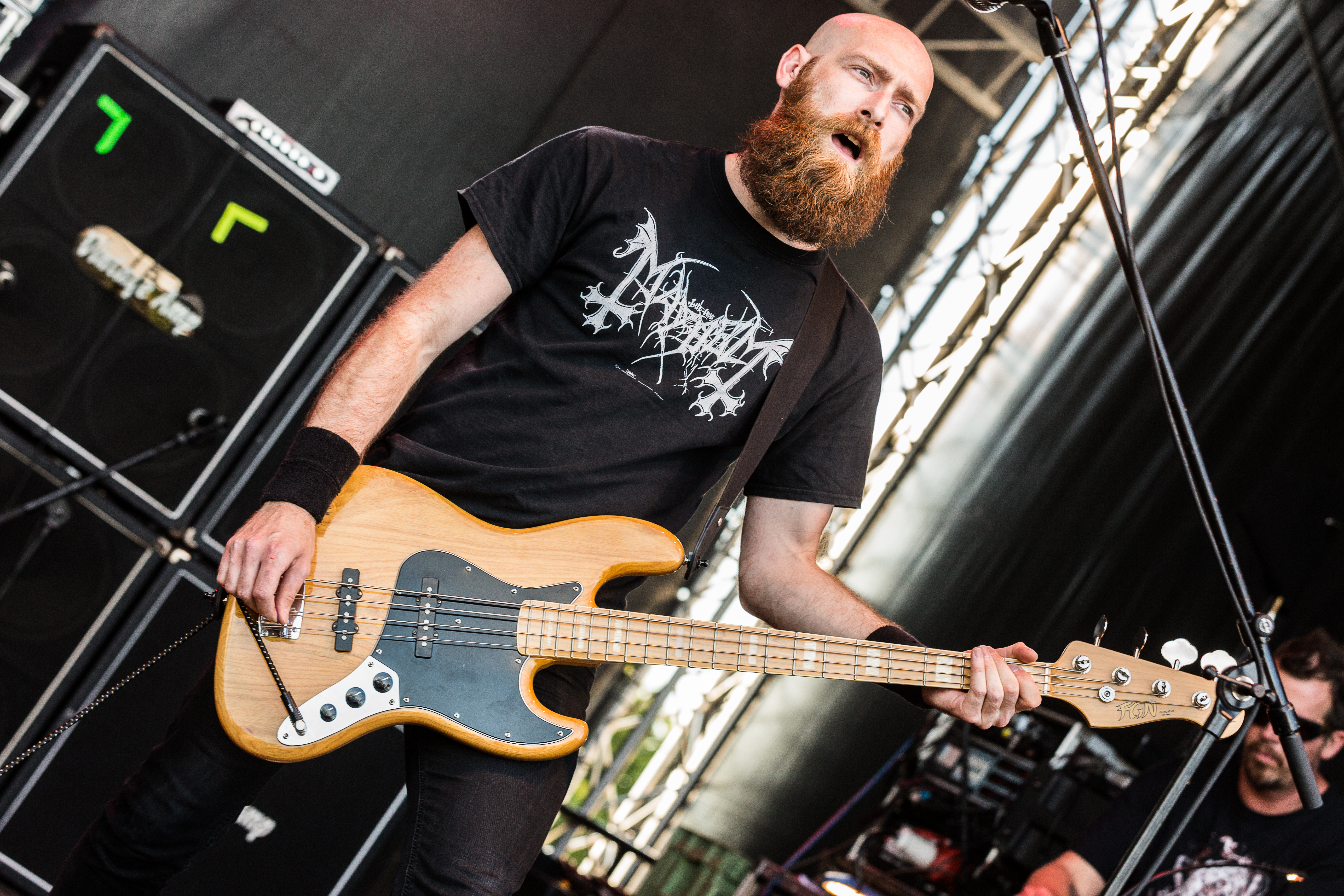
トーマス・ナイチュ(B) 2018年
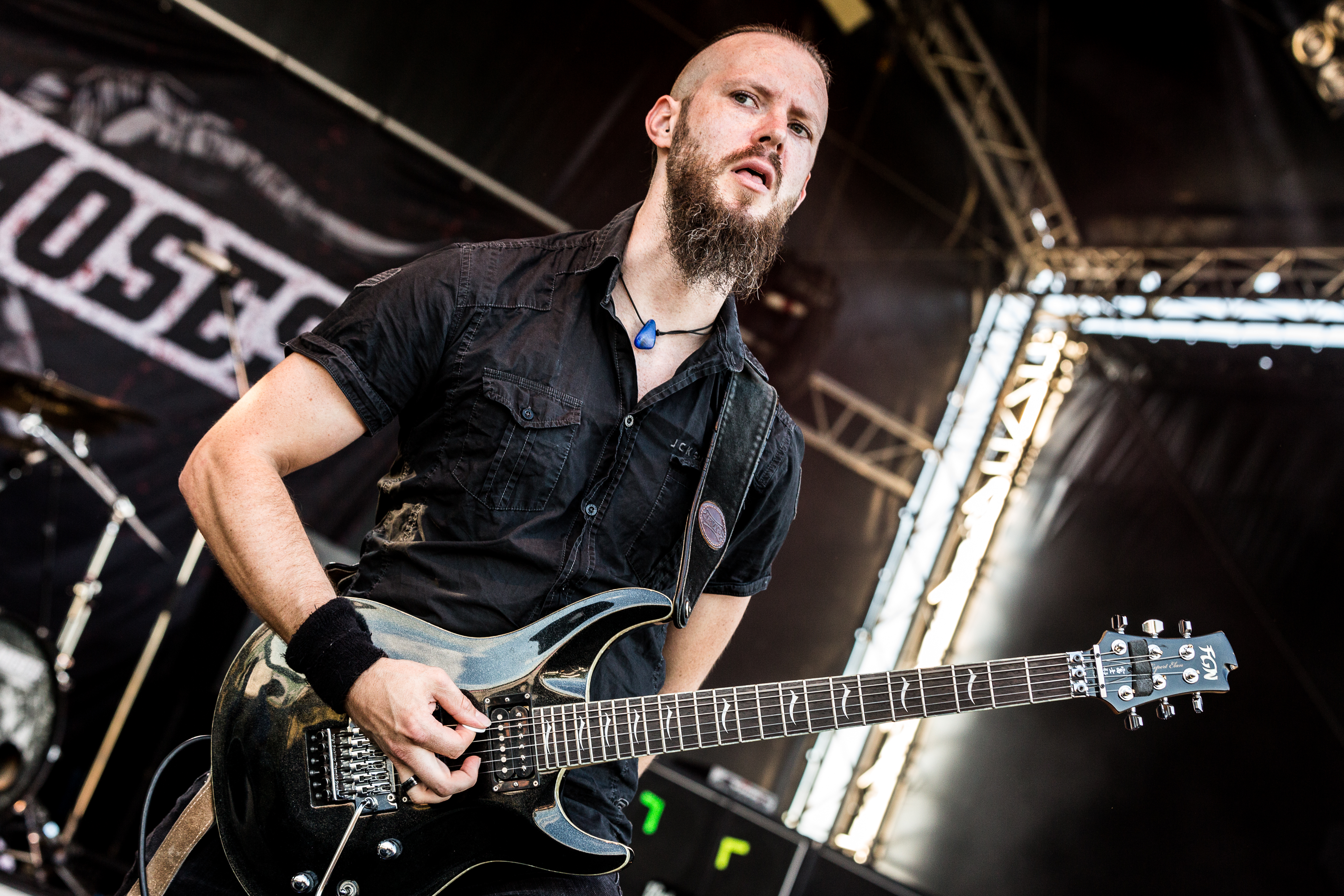
ピーター・ゲルタット(G) 2018年
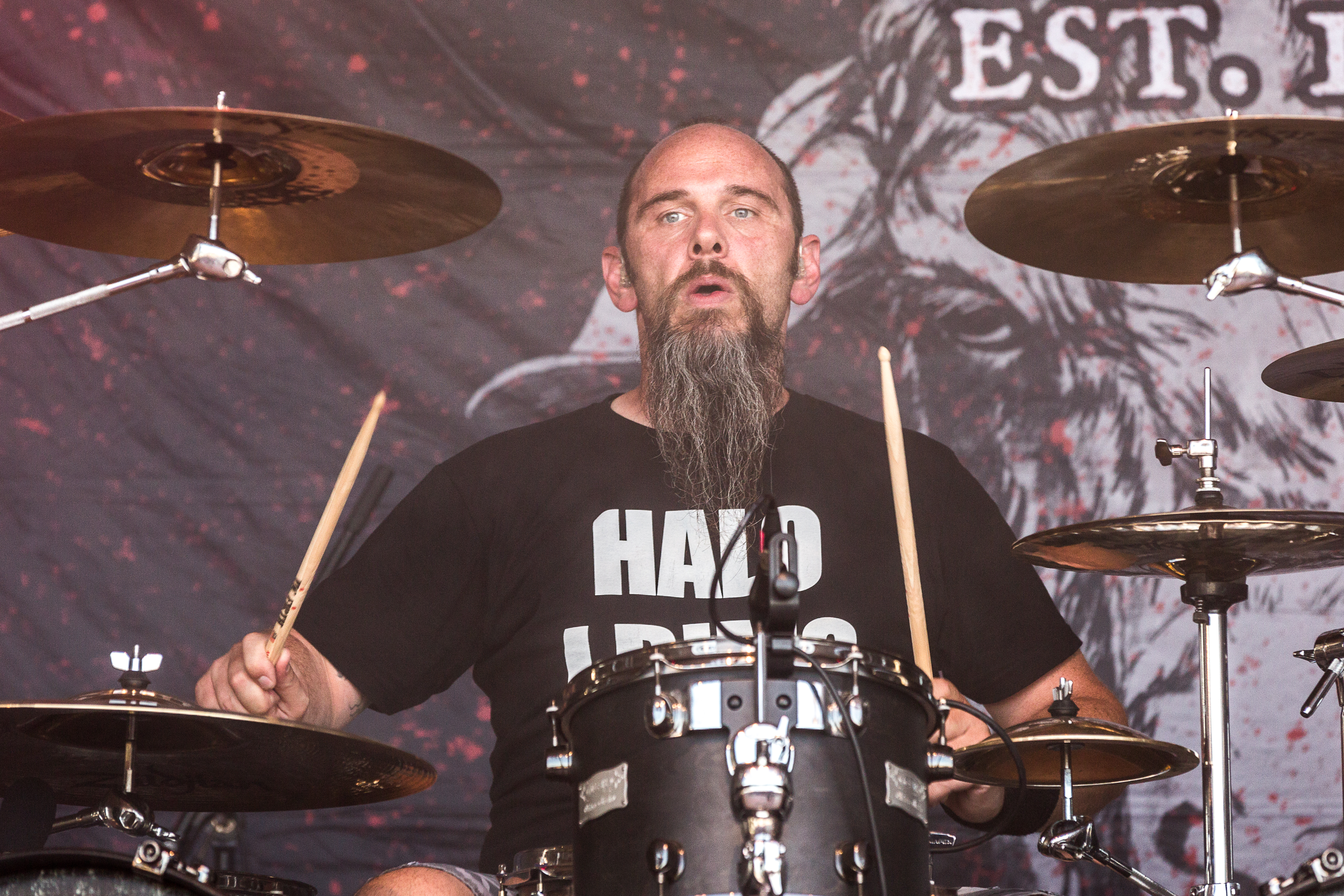
ゲルト・ルッキング(Ds) 2018年

### 旧メンバー
※ライブサポートやセッションプレイヤーも含む
ボーカル
- イギー (Iggy) (1981)
- トム・ヒルツ (Tom Hirtz) (1984) - サビーナの実兄

ギター
- ヨッヘン・フェンダース (Jochen Fünders) (ボーカル兼任1979-1981, ベース2000-2001)
- ヨーン・クラウド (Jean-Claude) (1981)
- アンディ・クラッセン (Andy Classen) (1981-1994) - ボーカル兼任。元妻はサビーナ
- ゲオルギー・シンボス (Georgie Symbos) (1987)
- ティロ・ハーマン (Thilo Hermann) (1988)
- レイナー・ローズ (Rainer Laws) (1988-1990)
- ヨーン・シューベルト (Jörn Schubert) (2000-2002)
- フランキー・ブロッツ (Franky Brotz) (2000-2005)
- マイケル・ハンケル (Michael Hankel) (2002-2012)
- オリバー・ヤース (Oliver Jaath) (2006-2014)

ベース
- ラモン・ブリュッセラー (Ramon Brüssler) (1979-1986)
- アンドレ・シャペリエ (Andre Chapelier) (1986-1987)
- ヨハン・スサント (Johan Susant) (1987)
- トーマス・ベッカー (Thomas Becker) (1988-1990)
- ベン・シュネル (Ben Schnell) (1990-1992)
- ダン・リルカ (Dan Lilker) (1993-1994)
- アンドレアス・リベラ (Andreas Libera) (2001-2003)
- アレックス・デ・ブランコ (Alex De Blanco) (2003-2005)
- ロバート "オジー" フリーズ (Robert "Ozzy" Frese) (2005-2006)

ドラム
- ピーター・フォンダーシュタイン (Peter Vonderstein) (1979-1981)
- パウル・リンツェニッヒ (Paul Linzenich) (1981-1984)
- ヨルグ "スネイク" ハインズ (Jörg "Snake" Heins) (1984-1985)
- ハーバート・ドレガー (Herbert Dreger) (1985-1986)
- ウリ・カッシュ (Uli Kusch) (1986-1990)
- スヴェン・ハーウィグ (Sven "Meff" Herwig) (1992-1994)
- ジュリアン・シュミット (Julien Schmidt) (2000-2005)
- "アスガルド・ニールス" ホラブ ("Asgard Niels" Holub) (2005-2006)
- アトミック・シュタイフ (Atomic Steiff) (1990-1992, 2007-2010)

## ディスコグラフィー
アルバム
- Queen of Siam - 『クィーン・オブ・サイアム』  (1986)
- Finished with the Dogs - 『フィニッシュド・ウィズ・ザ・ドッグス』 (1987)
- The New Machine of Liechtenstein - 『ザ・ニュー･マシーン・オブ・リヒテンシュタイン』 (1989)
- World Chaos - 『ワールド・ケイオス』 (1990)
- Terminal Terror - 『ターミナル・テラー』 (1991)
- Reborn Dogs - 『リボーン・ドッグス』 (1992)
- Too Drunk to Fuck - 『トゥー・ドランク・トゥー・ファック』 (1993・コンピレーション)
- No Matter What's the Cause (1994)
- Master of Disaster (2001・EP)
- Disorder of the Order (2002)
- Strength Power Will Passion (2005)
- Agony of Death - 『アゴニー・オブ・デス』 (2008)
- Redefined Mayhem - 『リディファインド・メイヘム』 (2014)
- Invisible Queen - 『インヴィジブル・クイーン』 (2023)